# 赵彦逾
赵彦逾（1130年—1207年），字德老，兩浙東路鄞縣（今浙江寧波）人。

## 生平
建炎四年（1130年）出生。绍兴三十年（1160年）進士，知秀州。累迁太府少卿，以资政殿大学士出知庆元府，築赵大资“重楼”，中层藏书三万卷。官至工部尚书。
紹熙五年（1194年），由於皇后剽悍，使光宗與其父孝宗不睦，且光宗生病，不能主持孝宗喪禮。赵汝愚聯合韩侂胄、趙彦逾、葉適、徐誼、郭杲等大臣，在獲得太皇太后支持下，強迫光宗禅位予其子寧宗，史稱紹熙內禪。
庆元党禁時，与赵汝愚反目，“遂与侂胄合”。晚年提举万寿观兼侍读，进观文殿学士。开禧三年（1207）卒，年七十八。

## 家庭
七世祖魏王赵廷美

六世祖颍川郡王赵德彝

五世祖广平侯赵承矩

高祖父吉国公赵克绍

曾祖父崇国公赵叔寓

祖父赠武德大夫赵识之

父赠太师赵公照

## 延伸阅读
[在维基数据编辑]
 《宋史·卷247》，出自脱脱《宋史》